# جولیو بیدزودزرو
جولیو بیدزودزرو (ایتالیایی: Giulio Bizzozero؛ ‏ تلفظ ایتالیایی: [ˈdʒu:ljo bidˈdzɔddzero]؛ ‏ ۲۰ مارس ۱۸۴۶ – ۸ آوریل ۱۹۰۱) دانشمند، پژوهشگر و پزشک اهل پادشاهی ایتالیا بود.
وی یکی از پیشگامان رشتهٔ بافت‌شناسی بود و ابداع واژه پلاکت و همچنین شناسایی نقش آنها در تشکیل لختهٔ خون را به او نسبت می‌دهند.